# Millonarios Fútbol Club
Millonarios Fútbol Club je kolumbijski nogometni klub iz Bogote, ki igra v  prvi kolumbijski ligi . Ustanovljen je bil leta 1946, domači stadion kluba je El Campín.

## Uspehi

### Domači
- Kolumbijski prvaki: (15 x )

1949, 1951, 1952, 1953, 1959, 1961, 1962, 1963, 1964, 1972, 1978, 1987, 1988, 2012, 2017
- Podprvaki Kolumbije: (9 x )

1950, 1956, 1958, 1967, 1973, 1975, 1984, 1994, 1995
- Kolumbijski pokal: (4 x )

1952-1953, 1956, 1963, 2011
Finalist oz.drugi (1 x ): 1951-52

### Mednarodni
- Pokal Merconorte: (1 x )

 ( 2001)

## Nekdanji znani igralci
| - Alfredo Di Stéfano - Gabriel Ochoa Uribe - Carlos Valderrama - Radamel Falcao - John Jairo Mosquera - Arnoldo Iguarán - Andrés Chitiva - Nilton Bernal - Héctor Botero - René Higuita - Sergio Goycochea | - Néstor Rossi - Juan José Irigoyen - Adolfo Pedernera - Alejandro Barberón - Eduardo Texeira Lima - Mário Queiroz - Valdomiro Vaz Franco - Dragoslav Šekularac - Wilmar Cabrera - Héctor Burguez - Pablo Centurión |

## Dosedanji trenerji
| - Fernando Constancio (1946–47) - Héctor Scarone (1947–48) - Manuel Olivera (1948) - Carlos Aldabe (1949–50) - Adolfo Pedernera (1950–52) - Néstor Rossi (1952) - Adolfo Pedernera (1953) - Donaldo Ross (1954–55) - Simón Herrerias (1956) - Delfín Benítez Cáceres (1956–57) - Gabriel Ochoa Uribe (1957–60) - Julio Cozzi (1960–61) - Gabriel Ochoa Uribe (1961–64) - Joao Avelino (1964) - Efraín Sánchez (1964) - Óscar Ramos (1965) - Bauer (1965) - Roberto Saba (1966) - Óscar Ramos (1966) - Néstor Rossi (1967) - Francisco Zuluaga (1968) - Otto Vieira (1969–70) - Francisco Villegas (1970) - Jaime Arroyave (1970) - Gabriel Ochoa Uribe (1970–75) - Humberto Ortiz (1976) - Rubén Sole (1976) | - Juan Eulogio Urriolaveitia (1976) - Gabriel Ochoa Uribe (1977) - Jorge Solari (1977) - Rubén Sole (1977) - Jaime Arroyave (1978) - Osvaldo Panzutto (1978) - Jaime Arroyave (1978) - Pedro Dellacha (1978) - Juan Hohberg (1979) - Óscar Ramos (1979) - José Varacka (1979) - José Texeira (1980–81) - Luis García (1981) - Todor Veselinović (1982) - José Omar Pastoriza (1982) - Juan Mujica (1983) - Jorge Luis Pinto (1984–85) - Eduardo Luján Manera (1985) - Eduardo Julián Retat (1986) - Luis García (1987–90) - Eduardo Julián Retat (1991) - Moisés Pachón (1992) - Miguel Augusto Prince (1992–93) - Vladimir Popović (1994–95) - Miguel Augusto Prince (1995–96) - Eduardo Oliveros (1996–97) - Ángel Castelnoble (1997) | - Otoniel Quintana (1997) - Diego Edison Umaña (1997) - Francisco Maturana (1998) - Jorge Luis Pinto (1998–99) - Luis García (1999) - Jaime Rodríguez (2000) - Diego Edison Umaña (2000–01) - Luis García (2001–02) - Petar Kosanović (2002) - German Gutiérrez de Piñeres (2002) - José "Cheché" Hernández (2002) - Cerveleon Cuesta (2002) - Norberto Peluffo (2003–04) - Óscar Fernando Cortes (2004) - Dragan Miranović (2004–05) - Fernando Castro (2005) - Miguel Augusto Prince (nov.2005–junij 2006) - Juan Carlos Osorio (januar 2006–junij 2007) - Martín Lasarte (julij 2007–september 2007) - Mario Vanemerak (september 2007–april 2008) - Bonner Mosquera (2008) - Oscar Héctor Quintabani (2008–09) - Luis García (maj 2009–marec 2010) - Richard Páez (april 2010–maj 2012) - Hernán Torres (julij 2012–junij 2013) |